# Манчев, Ганчо
Ганчо Манчев (болг. Ганчо Манчев Иванов; 23 июня 1894, Дряново Княжество Болгария (ныне Габровской области Болгарии) — 25 июня 1968, София) — болгарский военачальник, генерал-майор. Командующий военно-воздушными силами Болгарии (1945—1946).

## Биография
Окончил гимназию в Габрово. Затем военно-артиллерийское училище. Участник Балканских и Первой мировой войн. В 1918 году подал заявление на перевод в авиацию. В течение года стажировался в Германии. С 1919 — пилот-авиатор Аэропланного училища в Божуриште . До 1926 года — авиаинструктор. В 1928 участвовал в первом авиаперелёте в Болгарии вместе с пилотами Христо Лазаровым и Манчо Мановым.
В 1930—1934 служил в Божуриште, где преподавал ученикам мастерство пилотирования.
В 1935 году был арестован по делу о заговоре офицеров-республиканцев Дамяна Велчева. Осуждён на 8 лет тюремного заключения. Лишён звания капитана. После 5 лет заключения в 1940 году был освобождён.
15 октября 1944 вновь поступил на службу в военную авиацию. Произведен в полковники, позже — командующий военно-воздушными силами Болгарии, произведен в генерал-майоры. Командовал боевыми действиями болгарской авиации в Отечественной войне 1944—1945 годов.
11 ноября 1946 — уволен по собственному желанию. В 1948 году был арестован и два месяца провёл в тюрьме, но позже отпущен на свободу. 16 апреля 1951 ещё раз арестован в гр. Драново и провёл в заключении 6 месяцев. До декабря 1954 находился в лагере Белене. После оправдания военным судом отпущен на свободу.